# Fitzrovia
Fitzrovia è un quartiere di Central London, Inghilterra, suddiviso tra Westminster (parte a ovest) e Camden (parte a est), localizzato tra Bloomsbury e Marylebone e a nord di Soho. Prevalentemente residenziale, commerciale e sede di aziende, il quartiere ha ospitato in passato scrittori come Virginia Woolf, George Bernard Shaw e Arthur Rimbaud.

## Storia

### Origini del toponimo

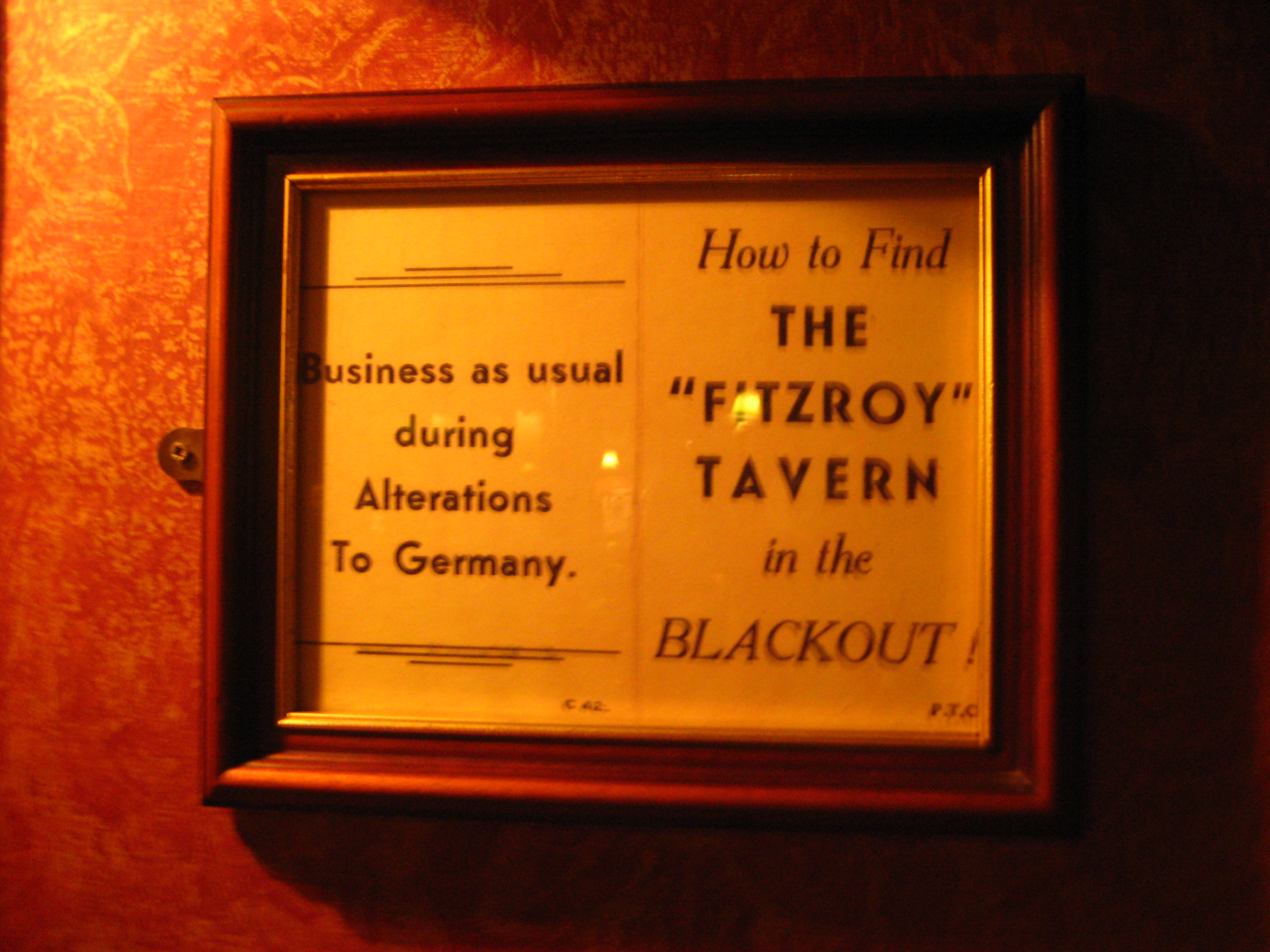
La Fitzroy Tavern potrebbe aver dato il suo nome a Fitzrovia

Fitzrovia ha probabilmente preso il suo nome dalla Fitzroy Tavern, un pub che si trova all'angolo di Charlotte Street con Windmill Street. Fino alla fine del XIX secolo l'area apparteneva alla famiglia del Duca di Grafton, il cui cognome è Fitzroy. (Lo stesso nome Fitzroy deriva dall'espressione normanna per indicare "figlio di re", sebbene di solito sottintenda un figlio bastardo di re). Il nome Fitzrovia è stato adottato nel periodo tra le due guerre per indicare la comunità artistica e bohémien che gravitava attorno al locale.
Il nome Fitzrovia viene citato per la prima volta nel 1940 da Tom Driberg MP nella colonna William Hickey del Daily Express.

### Le origini

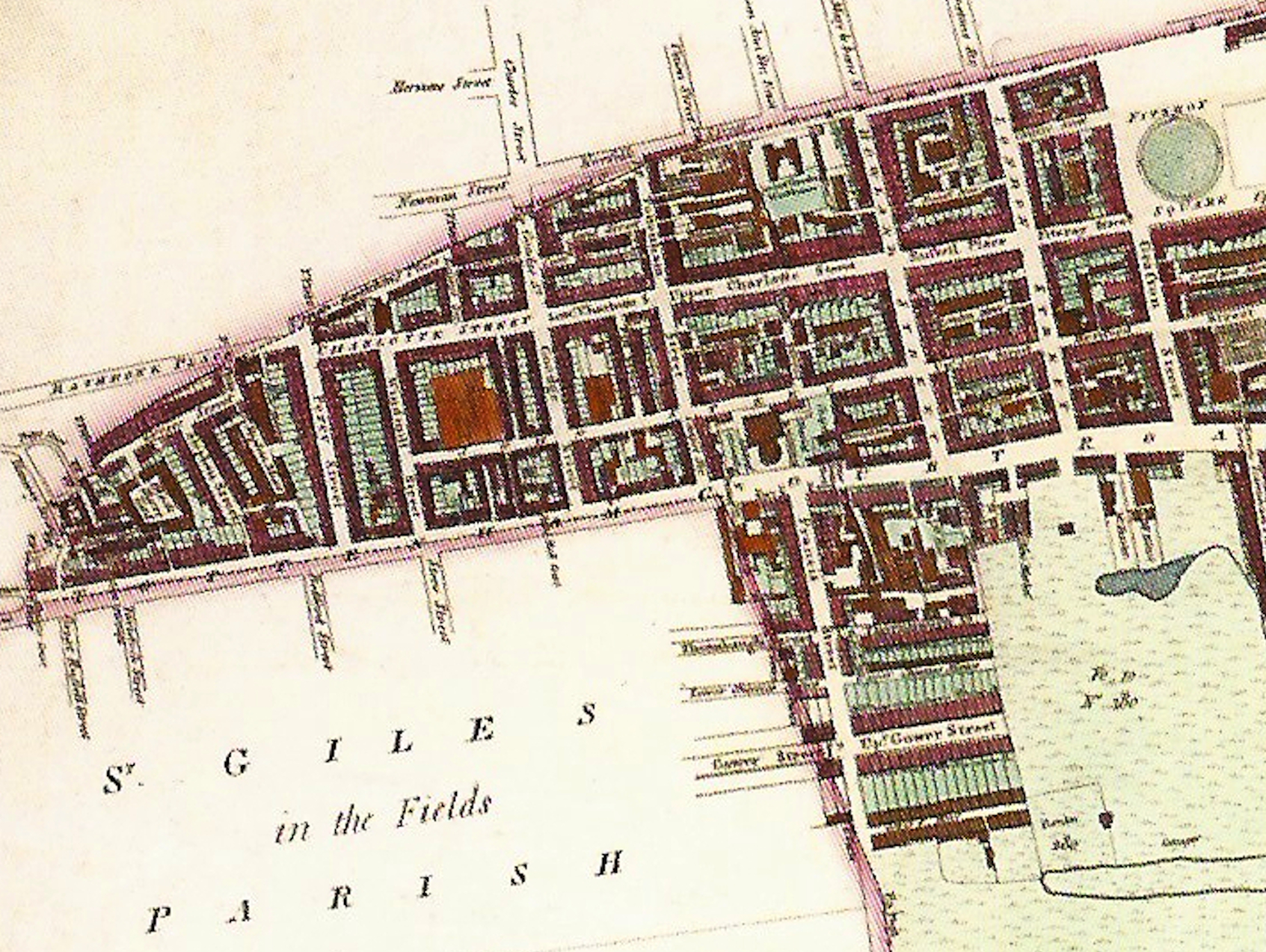
Mappa dell'area di Fitzrovia (che corrisponde alla metà superiore), 1804. Il Nord geografico si trova sulla destra.

La Fitzroy Tavern prese il suo nome da Charles Fitzroy, I barone Southampton, che incominciò a sviluppare l'area nord del quartiere nel XVIII secolo. FitzRoy acquistò la Manor House di Tottenhall e fece costruire Fitzroy Square, che è un esempio di Architettura georgiana realizzata dall'architetto Robert Adam. La parte a sud-ovest venne invece sviluppata dal Duca di Newcastle intorno all'Oxford Market (l'odierna Market Place). Intorno all'inizio del XIX secolo l'area venne pesantemente ricostruita, modificando molte delle vie originali.
Oltre a Fitzroy Square e alla vicina Fitzroy Street, ci sono numerosi posti nel quartiere i cui nomi sono derivati dai FitzRoy o dalla famiglia del Duca di Devonshire/Conte di Portland, entrambi importanti possidenti locali. Esempi sono:
- Grafton Way (da Charles FitzRoy, II duca di Grafton),
- Portland Place, Great Portland Street e Harley Street (da William Bentinck, II duca di Portland e sua moglie Margaret Harley),
- Oxford Street e Mortimer Street (da Edward Harley, II conte di Oxford e conte di Mortimer)
- Great Titchfield Street (dal Marchesato di Titchfield, titolo secondario del duca di Portland)
- New Cavendish Street, Cavendish Square e Devonshire Street (da William Cavendish, IV duca di Devonshire)
- Euston Station e Euston Road (dal Euston Hall, tenuta di campagna della famiglia Grafton.

### Il quartiere oggi

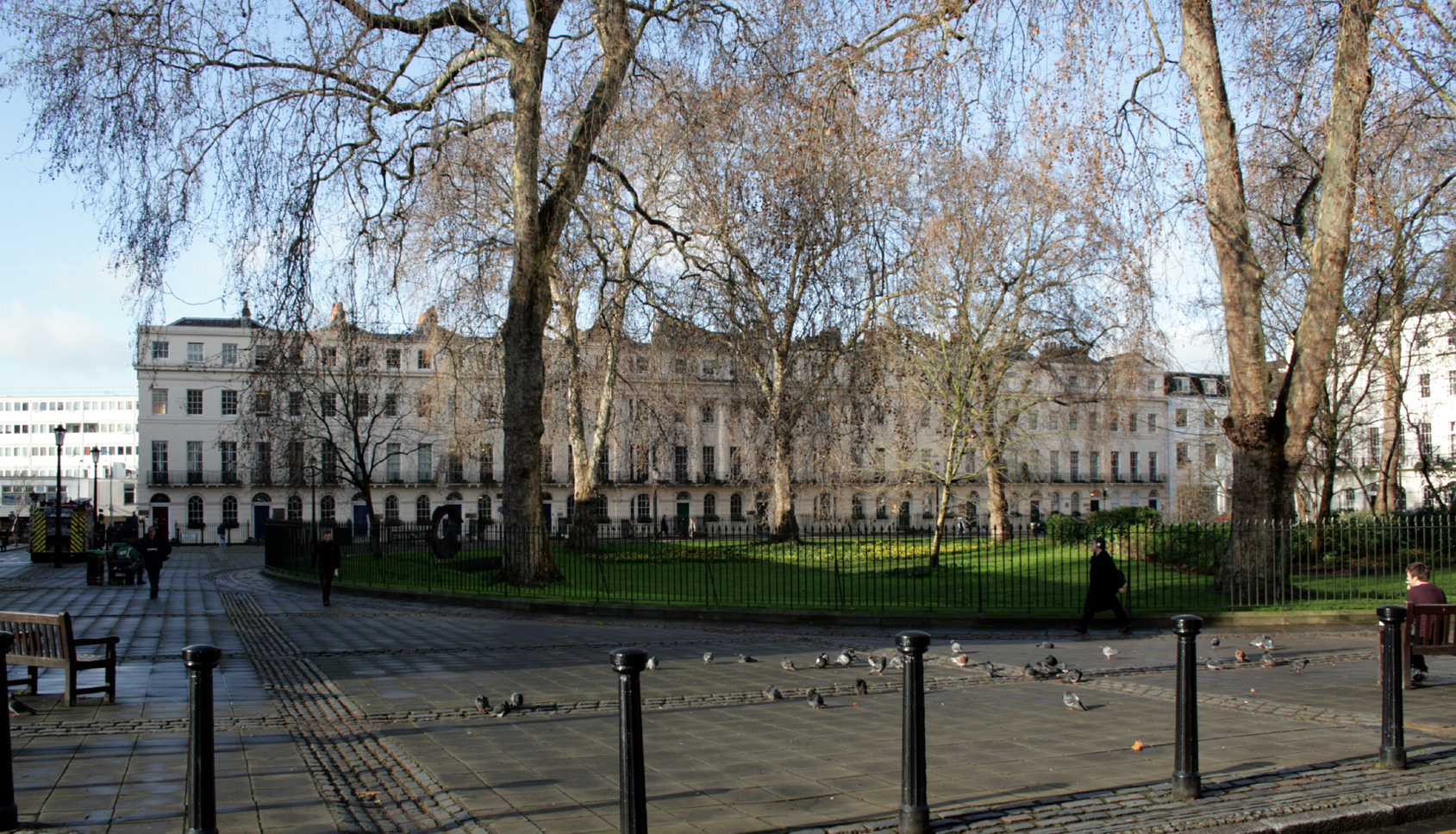
Fitzroy Square

Oggi Fitzrovia è caratterizzata da un mix equilibrato di edifici residenziali, commerciali e sedi di aziende, e di servizi scolastici e ospedalieri.

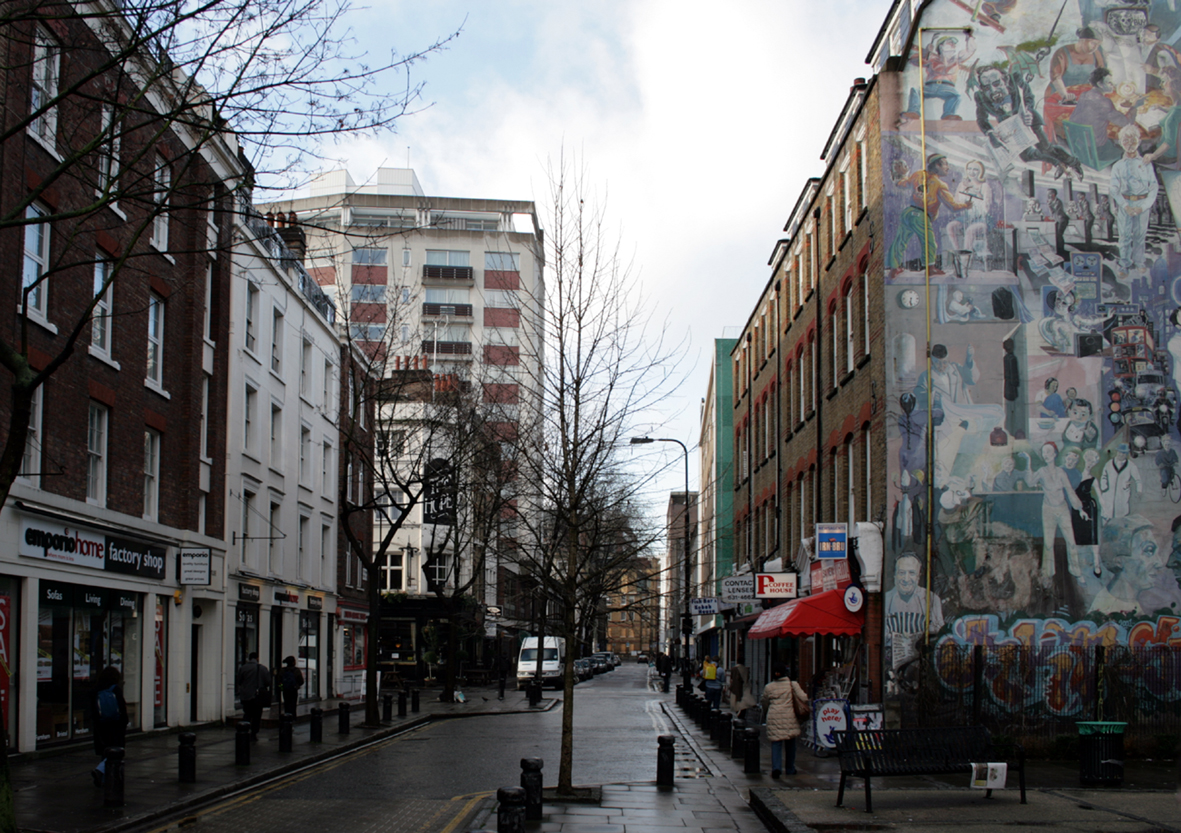
Tottenham Street

A differenza di quartieri confinanti come Marylebone e Bloomsbury, originariamente in mano a una o due grandi famiglie di proprietari terrieri e che quindi si svilupparono secondo schemi più schematici e uniformi, Fitzrovia era suddivisa tra un numero maggiore di proprietari, e quindi presenta oggi una struttura fatta di vie più piccole e irregolari.
Il “landmark” del quartiere è rappresentato dalla “BT Tower” in Cleveland Street: una delle costruzioni più alte di Londra, la torre era in passato aperta al pubblico fino all'attentato del 1971 nel ristorante girevole.
Un altro notevole edificio moderno è il “YMCA Indian Student Hostel” in Fitzroy Square, uno dei pochi edifici rimasti di Ralph Tubbs.

## Cultura

### Arte e letteratura

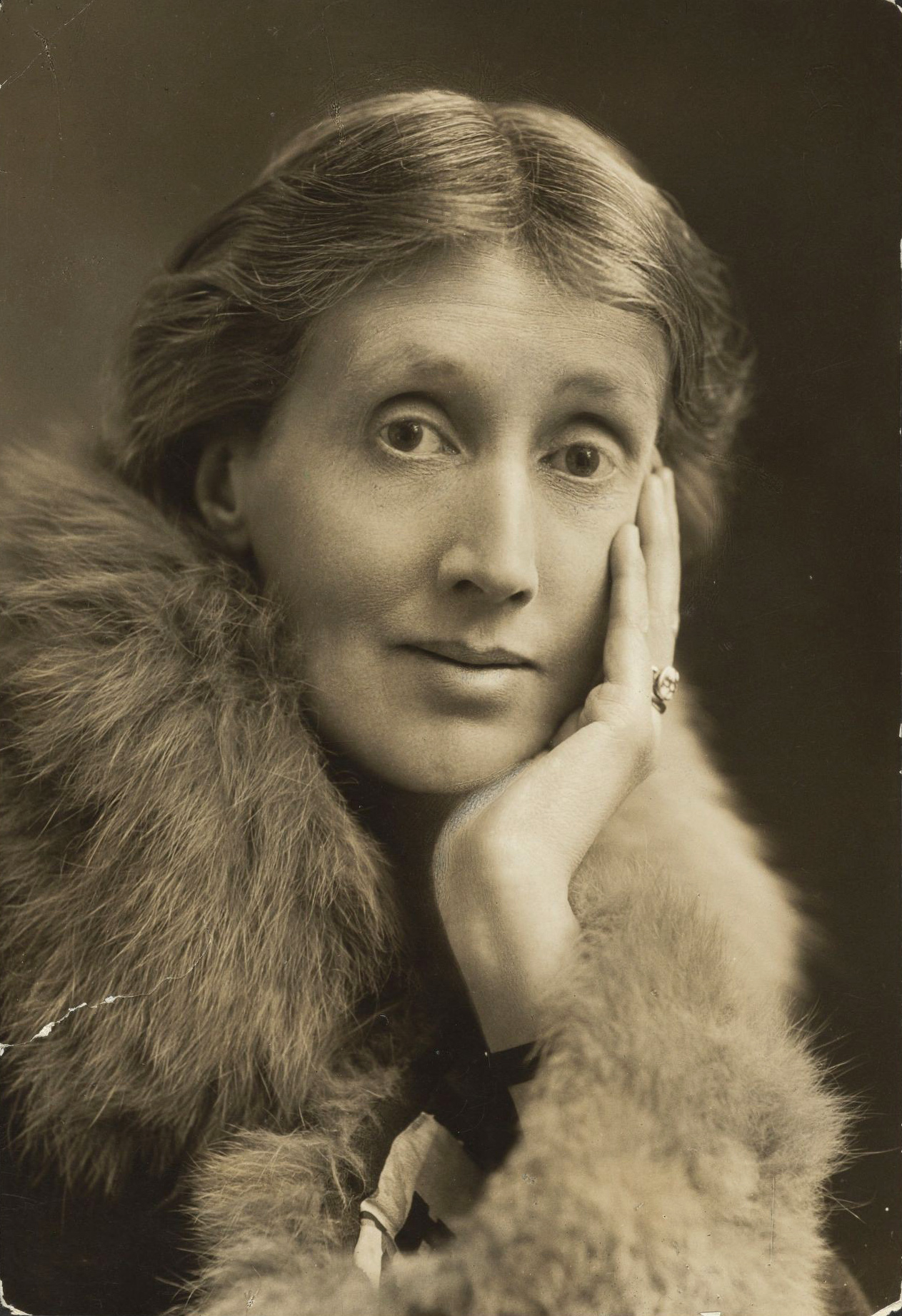
Virginia Woolf (1927), che visse in Fitzroy Square nel periodo 1907-1911

A partire dagli anni '20 e fino a oggi Fitzrovia è un notevole centro artistico e Bohèmien, che ha ospitato tra gli altri Augustus John, Quentin Crisp, Dylan Thomas, Aleister Crowley, the racing tipster Prince Monolulu, Nina Hamnett e George Orwell. Numerosi altri artisti hanno vissuto nel quartiere, come per esempio:
- Thomas Paine pubblicò il suo I diritti dell'uomo nel 1791 mentre risiedeva in New Cavendish Street, in risposta alle Riflessioni sulla Rivoluzione in Francia di Edmund Burke, che viveva in Charlotte Street.
- Gli artisti Richard Wilson e John Constable vissero per diverso tempo in Charlotte Street[7].
- I pittori Walter Sickert, Ford Madox Brown, Thomas Musgrave Joy e Whistler abitarono in Fitzroy Square[7]. La piazza ospitò anche George Bernard Shaw e Virginia Woolf[8][9].
- I poeti francesi Arthur Rimbaud[7] e Paul Verlaine abitarono per qualche tempo in Howland Street[7].
- il pittore modernista Wyndham Lewis visse in Percy Street[7].
- gli attori Charles Laughton ed Elsa Lanchester vissero in Tottenham Street, come anche Colin MacInnes, autore del romanzo Absolute Beginners[10].

Il pub Newman Arms di Rathbone Street viene citato in 1984 e in Fiorirà l'aspidistra di Orwell, come pure nel film L'occhio che uccide di Michael Powell.
I pub di Fitzrovia compaiono anche nel romanzo Books Do Furnish a Room di Anthony Powell, mentre Il dicembre del professor Corde di Saul Bellow cita Charlotte Street e Sabato di Ian McEwan è ambientato nella zona di Fitzroy Square.

### Società e politica
In seguito al Reform Act 1832 la zona ha ospitato incontri cartisti, alcuni dei quali con la partecipazione di Karl Marx, e associazioni di lavoratori come il Communist Club al 49 di Tottenham Street.

### Musica
Alcuni dei locali più famosi della scena musicale londinese a partire dagli anni sessanta si trovavano a Fitzrovia:
- Il celebre UFO Club, che ospitò tra gli altri i Pink Floyd negli anni della Londra psichedelica, sorgeva al numero 31 di Tottenham Court Road;
- Lo Speakeasy, in cui suonavano spesso gli stessi Pink Floyd e Jimi Hendrix, sorgeva in Margaret Street;
- Il King & Queen pub di Foley Street vide il debutto londinese di Bob Dylan;
- Il 100 Club di Oxford Street ospitò il Punk rock degli anni 70.

Tra i molti musicisti che hanno frequentato Fitzrovia, i Coldplay si sono formati in Ramsay Hall, un accommodation del University College London in Maple Street. Boy George ha vissuto in uno squat in Carburton Street nel 1981 prima di avere successo, mentre Neil Howson degli Age of Chance risiedeva nello stesso periodo in Cleveland Street.

### Musei, teatri e cinema
A Fitzrovia si trova il Pollock's Toy Museum, sede del Toy Theatre, al numero 1 di Scala Street.
Alle spalle del Pollock’s, su Tottenham Street, sorgeva lo Scala Theatre: fondato nel 1772come il Cognoscenti Theatre (e noto successivamente come King's Concert Rooms, New Theatre, Regency Theatre, West London Theatre, Queen's Theatre, Fitzroy Theatre, Prince of Wales and Royal Theatre) venne demolito nel 1903 per essere ricostruito come Scala Theatre da Frank Verity ispirandosi al La Scala di Milano. Fu utilizzato per le riprese del film dei Beatles A Hard Day's Night prima di essere demolito definitivamente nel 1969.
Il ristorante italiano Bertorelli's di Charlotte Street compare nel film Sliding Doors, mentre la location di Charlotte Mews compare in RocknRolla di Guy Ritchie e in Viva Fitzrovia di Paolo Sedazzari
Alcune sequenze di Peeping Tom (1960) sono state girate nell’area di Newman Passage e di Rathbone Street, mentre Charlotte Street compare in Sapphire (1959) e Fitzroy Square in Phantom Thread (2017).

### Libri su Fitzrovia
Tra i libri su Fitzrovia ci sono:
- “London's Old Latin Quarter”” di E. Beresford Chancellor, pubblicato da Jonathan Cape, 1930;
- “Fitzrovia” di Nick Bailey, pubblicato da Historical Publications, 1981, ISBN 0-9503656-2-9;
- “Characters of Fitzrovia” di Mike Pentelow e Marsha Rowe, pubblicato da Chatto & Windus (2001) e Pimlico (2002), ISBN 0-7126-8015-2;
- G. Scatasta, Fitzrovia, o la Bohème a Londra, Bologna, Il Mulino, 2018.

## Trasporti pubblici
Il quartiere di Fitzrovia è servito dalle seguenti stazioni della metropolitana di Londra che si trovano all’interno del quartiere o nelle sue immediate vicinanze:
| Stazione              | Linea                                                   | Immagine | Apertura | Note                                                   |
| --------------------- | ------------------------------------------------------- | -------- | -------- | ------------------------------------------------------ |
| Goodge Street         | Northern line                                           |          | 1907     | All'incrocio tra Tottenham Court Road e Goodge Street. |
| Tottenham Court Road  | Central line e Northern line                            |          | 1900     | Sul confine sud-orientale, in Oxford Street            |
| Warren Street         | Northern line, Victoria line                            |          | 1907     | All'incrocio tra Tottenham Court Road e Warren Street  |
| Great Portland Street | Circle line, Metropolitan line, Hammersmith & City line |          | 1863     | Sul confine nord, lungo Euston Road                    |
| Euston Square         | Circle line, Metropolitan line, Hammersmith & City line |          | 1863     | Sul confine nord, lungo Euston Road                    |
| Regent's Park         | Bakerloo line                                           |          | 1906     | Sul confine nord, lungo Marylebone Road                |

La stazione dei treni di Euston si trova a nord-est del quartiere, lungo Euston Road.
Altre grandi stazioni di Londra, come King's Cross, St Pancras e la Stazione di Marylebone si trovano nelle vicinanze di Fitzrovia.